# Washington Channel

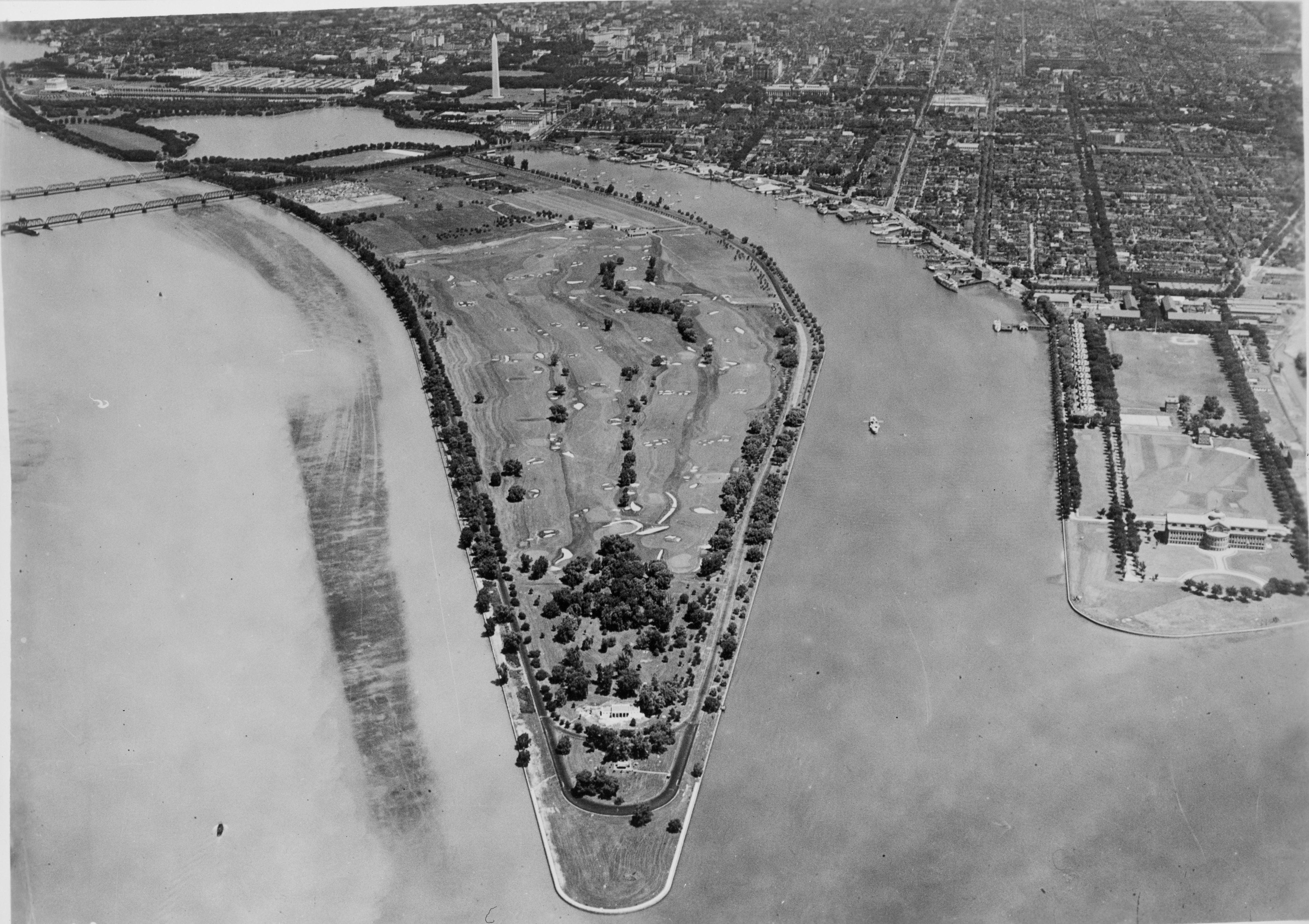
Vue aérienne du sud d'East Potomac Park et du Washington Channel vers 1935.

Le Washington Channel est un canal parallèle au Potomac à Washington, entre l'East Potomac Park (ouest) et le Southwest Waterfront (est).
La canal, qui mesure 3,2 kilomètres, est alimenté par Tidal Basin et se rejette dans l'Anacostia à Hains Point (en), près de la confluence de l'Anacostia avec le Potomac.